# Paula Habovštiaková
Paula Habovštiaková (ur. 29 września 1988 w Trzcianie) – słowacka lekkoatletka, biegaczka średniodystansowa.
Początkowo uprawiała pływanie, mając 18 lat zmieniła dyscyplinę na lekkoatletykę.
Wielokrotna mistrzyni Słowacji (zarówno w hali, jak i na stadionie).
Półfinalistka halowych mistrzostw Europy w biegu na 800 metrów (2013).
Złota medalistka (w drużynie) igrzysk europejskich (2015) – indywidualnie była 5. w biegach na 800 i 1500 metrów, a sztafeta 4 × 400 metrów z Habovštiakovą w składzie zajęła 1. miejsce.

## Rekordy życiowe
- Bieg na 800 metrów (hala) – 2:04,93 (2013)[3][2][4]